# Diascia humilis
Diascia humilis är en flenörtsväxtart som beskrevs av K.E. Steiner. Diascia humilis ingår i släktet tvillingsporrar, och familjen flenörtsväxter. Inga underarter finns listade i Catalogue of Life.